# Programma Stargate
Nel mondo fantascientifico del film Stargate e dei suoi spin-off Stargate SG-1, Stargate Infinity, Stargate Atlantis e Stargate Universe, il Programma Stargate è un programma segreto delle forze militari degli Stati Uniti d'America.
Il programma si basa sull'utilizzo di un antico dispositivo di trasporto chiamato Stargate.

## Origini
La base del Programma Stargate è all'interno del Monte Cheyenne, vicino a Colorado Springs negli Stati Uniti.
Lo Stargate viene scoperto in Egitto da un gruppo di archeologi statunitensi (tra cui il padre della dottoressa Catherine Langford) nel 1928. Il dispositivo viene portato negli Stati Uniti d'America nel 1939, per impedire che cadesse nelle mani dei nazisti, e viene posto in una base sotto al Monte Cheyenne. Nel 1994 il dottor Daniel Jackson riesce a decifrare i codici sul dispositivo, permettendo così il suo funzionamento. Attraverso lo Stargate viene mandata una squadra di militari guidati dal colonnello Jack O'Neill assieme al dottor Jackson. Essi giungono su un pianeta chiamato Abydos ad anni luce dalla Terra dove dovranno combattere contro un Goa'uld, chiamato Ra, uccidendolo e liberando i suoi schiavi. Data la pericolosità del dispositivo, al rientro della squadra, il Programma Stargate viene chiuso.
Pochi anni dopo, giunge attraverso lo Stargate un nuovo Goa'uld, chiamato Apophis, che minaccia di distruggere gli abitanti della Terra. Per scongiurare ciò, viene riaperto il Programma Stargate (sotto il comando del generale George Hammond) e vengono create diverse squadre tra cui l'SG-1 con il compito di attraversare il dispositivo e trovare nuove civiltà, risorse e conoscenze in grado di difendere la Terra dalle minacce esterne.
Attraverso lo Stargate le squadre incontrano diverse civiltà, alleate e non, e scopriranno le origini del genere umano e l'ultimo gradino della scala evolutiva, l'ascensione.

## Il Comando Stargate
Il Comando Stargate è situato all'interno del Monte Cheyenne, ed è il centro di controllo del Programma Stargate. Da lì partono le squadre destinate a esplorare, studiare o interagire con i pianeti della Via Lattea e gli ordini per la base nella galassia di Pegaso e per la nave Destiny.

### Infrastruttura
Come la vera base nel Monte Cheyenne, l'SGC è una base sotterranea progettata per resistere a esplosioni nucleari. Nell'universo immaginari serve anche come difesa da attacchi chimici e biologici provenienti dallo Stargate.
Al livello 27 si trova la Sala Briefing e l'ufficio del Comandante della base, mentre la Sala di Controllo e la Sala dello Stargate sono situate al livello 28. All'interno della Sala dello Stargate è stata posizionata una rampa che permette alle sonde (come il MALP) di attraversare il dispositivo.
Il dispositivo possiede un sistema di difesa, chiamato Iride, ovvero un anello che si chiude come una barriera sull'orizzonte degli eventi, in modo da impedire il flusso in entrata. Ogni squadra possiede un GDO, cioè un codice di riconoscimento, usato per farsi riconoscere dalla base e quindi disattivare l'iride. Esiste inoltre un sistema di autodistruzione che, se usato, seppellirebbe lo Stargate sotto migliaia di tonnellate di terra.

### Altri siti base del Comando
Al di fuori della Terra esistono alcune basi, situate in pianeti le cui coordinate sono sconosciute a tutte le razze aliene tranne che agli alleati, usate come estrema difesa contro eventuali attacchi al nostro pianeta. Uno di questi è il Sito Alpha inizialmente creato come luogo dove evacuare pochi prescelti in caso la Terra venisse invasa. In seguito viene usata come base per le squadre SG che non riescono a contattare il comando. Il sito viene usato anche per evacuare eventuali alleati in pericolo e come base per testare le nuove navi spaziali terrestri.
Anche Atlantide possiede un suo Sito Alpha.
Esistono anche un Sito Beta e un Sito Gamma. Quest'ultimo però sarà fatto esplodere perché compromesso e ricreato su un altro pianeta.

## L'Area 51
L'Area 51 è la vera Area 51, situata nel deserto del Nevada, che nella serie fantascientifica viene usata come ulteriore laboratorio per la ricerca e i test sulle nuove tecnologie, portate sulla Terra attraverso lo Stargate. Tra queste tecnologie vi sono l'X-301, l'F-302 e le navi di classe Daedalus.

## Il Progetto Atlantide
Il Progetto Atlantide, a volte chiamato semplicemente Spedizione, è una missione internazionale sulla città degli Antichi chiamata Atlantide, nella galassia di Pegaso. La spedizione è internazionale perché la sua creazione è dovuta ad una scoperta fatta in Antartide e secondo le leggi internazionali nessuna nazione può imporsi su tale territorio, perciò un eventuale controllo di Atlantide unicamente degli Stati Uniti d'America sarebbe illegale.
I membri responsabili della spedizione sono americani, canadesi, britannici, francesi, russi e cinesi. Il controllo però è mantenuto dagli Stati Uniti, i quali inviano anche il contingente più numeroso. Molti altri paesi inviano uomini su Atlantide.
La sicurezza interna della città è affidata prevalentemente a Russia, Regno Unito, Canada, Germania e Spagna. I soldati che vengono impiegati in missioni extra-mondo sono tutti americani, la maggior parte del Corpo dei Marines ma ci sono anche aviatori dell'USAF. Il comando militare è affidato inizialmente al colonnello dei Marine Marshall Sumner ma in seguito alla sua morte il comando passa al suo secondo, il maggiore dell'aviazione John Sheppard.

## La spedizione sullaDestiny
La spedizione sarebbe dovuta partire verso un luogo sconosciuto, raggiungibile avendo abbastanza energia per attivare lo Stargate con nove glifi, ma in realtà finì in una nave spaziale degli Antichi chiamata Destiny che ha lo scopo di esplorare lo spazio, creando e posizionando reti di Stargate ovunque sia possibile. Tutto ciò fu progettato dagli Antichi prima del loro arrivo nella galassia di Pegaso e quindi prima della guerra con i Wraith e dell'interesse verso l'ascensione.
Gli Antichi inviarono precedentemente altre navi con lo scopo di installare Stargate prima della Destiny. Quest'ultima segue la strada delle prime con lo scopo di colonizzare se possibile i pianeti con gli Stargate. Essa è completamente autonoma e viaggia oltre la velocità della luce con pause prefissate. L'unico modo per l'equipaggio di tornare a casa è ottenere il controllo della nave.

## NID
La National Intelligence Division è un'organizzazione segreta con il compito ufficiale di controllare l'operato dei militari nell'ambito del Progetto Stargate, ma ufficiosamente è composta anch'essa da militari il cui scopo è quello di ottenere tecnologie aliene.

### Trust
Il Trust è un'organizzazione segreta composta da ex-membri dell'NID con gli stessi scopi ma metodi più radicali e spesso in conflitto con l'aviazione e con l'SGC.

## Politiche di controllo

### Dipartimento per la sicurezza mondiale
Il Dipartimento per la sicurezza mondiale è l'organo di controllo del comando Stargate, dell'Area 51 e dei siti Alpha, Beta e Gamma. Il dipartimento controlla anche l'avamposto degli Antichi in Antartide e il programma di sviluppo degli F-302 e delle navi di classe Daedalus.
 Il dipartimento nasce dopo l'attacco alla Terra da parte di Anubis e il primo comandante è il generale George Hammond. Quando quest'ultimo si ritira a vita privata viene sostituito dal generale Jack O'Neill. La base del Dipartimento è nel Pentagono.

### Accordi internazionali
Essendo in possesso dello Stargate, gli Stati Uniti sono il paese che contribuisce più largamente al Progetto Stargate. Il mondo per un certo periodo rimase all'oscuro dell'esistenza del dispositivo, anche se la Russia creò, per un breve periodo, un proprio Programma Stargate, grazie al contributo di Harry Maybourne. Gli stessi Stati Uniti e la Russia informarono il resto del Consiglio di sicurezza dell'ONU (Regno Unito, Francia e Cina) dell'esistenza dello Stargate, per ottenere finanziamenti per proteggere la Terra da Anubis. Il presidente statunitense informò inoltre il governo del Canada. Dopo la scoperta dell'avamposto antico in Antartide, una spedizione internazionale venne mandata su Atlantide e paesi che firmarono il Trattato antartico (più Giamaica, Filippine, Croazia e Spagna) siglarono il Trattato d'alleanza del portale il cui scopo è informare ogni paese firmatario su qualsiasi tecnologia aliena si sia venuti in possesso attraverso lo Stargate. Non tutte le nazioni del pianeta sono informate dell'esistenza del dispositivo.

### IOA
L'IOA (International Oversight Advisory, in italiano Consiglio Internazionale di Sorveglianza)  è un comitato di sorveglianza civile (durante le serie viene chiamato per l'appunto Comitato Internazionale di Sorveglianza), con lo scopo di controllare le operazioni dei militari. L'IOA nasce dopo che Stati Uniti e Russia rivelano l'esistenza dello Stargate al Consiglio di sicurezza dell'ONU. Un membro dell'IOA è a capo della spedizione su Atlantide e lo stesso IOA deve approvare le missioni delle forze all'interno della città e delle astronavi terrestri.
Due delle figure più importanti dell'IOA sono il dottor Richard Woolsey e la dottoressa Elizabeth Weir ma durante le serie compaiono diversi membri del consiglio.

## Programma spaziale
Venuti in possesso di tecnologie aliene, attraverso la reverse-engineered, gli scienziati terrestri costruirono i primi prototipi di astronavi terrestri, anche con qualche fallimento. In seguito gli scienziati ottennero anche ottimi successi, costruendo l'F-302 e poco dopo la Prometeo, la prima nave interstellare da battaglia terrestre, distrutta successivamente dal nemico. Squadriglie di F-302 sono stanziate all'SGC, su Atlantide, nei vari siti alternativi e sulle astronavi.
Dopo la Prometeo furono realizzate altre 6 navi spaziali di classe Daedalus: la Daedalus, la Odyssey, la Korolev (nave russa, distrutta durante la nona stagione di SG-1), la Apollo, la Sun Tzu (nave cinese, distrutta nell'ultima puntata della serie di Atlantide) e la George Hammond (in un universo alternativo è chiamata Phoenix). A parte la Korolev e la Sun Tzu le altre navi sono comandate dall'Aviazione degli Stati Uniti.